# Prhinje (Breza, BiH)
Prhinje je naseljeno mjesto u općini Breza, Federacija Bosne i Hercegovine, BiH.

## Stanovništvo

### 1991.
Nacionalni sastav stanovništva 1991. godine, bio je sljedeći:
ukupno: 156
- Muslimani - 155 (99,36%)
- Jugoslaveni - 1 (0,64%)

### 2013.
Nacionalni sastav stanovništva 2013. godine, bio je sljedeći:
ukupno: 101
- Bošnjaci - 101

## Zanimljivosti
U Prhinju je 1986. godine sniman film Ovo malo duše, redatelja Ademira Kenovića.

## Vanjske poveznice
- Satelitska snimka  Arhivirana inačica izvorne stranice od 30. rujna 2007. (Wayback Machine)